# サンフランシスコ湾

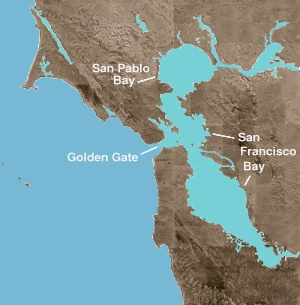
サンフランシスコ湾周辺の地図。
（San Francisco Bayと書かれているのがサンフランシスコ湾）

サンフランシスコ湾（サンフランシスコわん、英語: San Francisco Bay）は、アメリカ西海岸に位置する湾。アメリカ合衆国カリフォルニア州にある。太平洋とゴールデンゲート海峡で接続し、湾内には寒流が流れ込む。サンフランシスコ湾の湾岸地域はサンフランシスコ・ベイエリアと呼ばれる。

## 地形
サンフランシスコ湾は南北に長く、長さは約60キロメートル。最大幅は約15キロメートルで、南北の中間点より北側にある。サンフランシスコ湾の北側にはサンパブロ湾が広がるが、その接合地点よりやや南の西岸にサンフランシスコ湾と太平洋を繋ぐゴールデンゲート海峡がある。
サンフランシスコ湾と太平洋は、南北に長いサンフランシスコ半島によって隔たれており、ゴールデンゲート海峡がサンフランシスコ半島の北端になる。サンフランシスコ湾の西岸を囲むように伸びるサンフランシスコ半島は、本土とサンフランシスコ湾の南端で結合している。サンフランシスコ湾の東岸から東へは、本土の大地が広がる。
- サンフランシスコ湾の面積は約500平方マイル（1280平方キロメートル）。
- サンパブロ湾の東は、さらにサスーン湾とその延長であるグリズリー湾（英語版）へと繋がる。サンフランシスコ湾とあわせて3つの湾が連なる。外海へと繋がる経路は、ゴールデンゲート海峡のみ。

## 環境
湾内にはカリフォルニア海流という寒流が流れ込み、水温が低く潮流が早い。湾外の太平洋（カリフォルニア沖）では、南から流れる暖流とカリフォルニア海流（寒流）がぶつかり、好漁場となっている。太平洋岸にはアシカが集まり、湾内を泳ぐこともある。一帯にはカリフォルニア州内77%の三角江の湿地があり、多くの種類の植物と1,000種以上のシギチドリ類、定住性または回遊性の魚類などの動物が生息している。2013年にラムサール条約登録地となった。
ゴールドラッシュの頃には、東部の山地をぬって湾内に流れ込む河川により、水銀などの汚染物質が湾内に流れ込み、湾内が汚染された。現在は湾内でサメやエイ、カニなどが採れる。
湾内にはサクラメント川などが流れ込むが、霧がかかることが多い。

## 橋
サンフランシスコ湾には東西に架かる橋が3つある。北からサンフランシスコ・オークランド・ベイブリッジ、サンマテオ・ヘイワードブリッジ、ダンバートンブリッジである。サンフランシスコ湾の北部のゴールデンゲート海峡には、南北にゴールデンゲートブリッジが架かる。サンフランシスコ湾の北部に繋がるサンパブロ湾とグリズリー湾にはさらに3つの橋がほぼ南北に架かる。また、サンフランシスコ湾を東西に横断する地下鉄 (BART) 用の海底トンネルがある。サンフランシスコ湾の南北に架かる橋は無い。

## 活用
海運の要所とされ、貨物船や客船が行き交う。ウォータースポーツも盛んに行われている。
ユネスコが支援するフランスのNGO世界で最も美しい湾クラブに加盟している。

## 湾内の島
- アルカトラズ島 - 監獄島で現在は観光地。
- トレジャー島 (カリフォルニア)（英語版） - 宝島。ベイブリッジが経由する人工島。
- エンジェル島 - 20世紀前半に移民局が置かれ、第二次世界大戦中は捕虜収容所となった（エンジェル島収容所）。現在は公園になっている。

## 周囲の地形
- 太平洋海岸山脈　アメリカ西海岸を太平洋に沿って走る山脈。
- ツインピークス　双子山でサンフランシスコを代表する景観地（同名テレビドラマと直接の関係はない）。

## 歴史
フアン・ロドリゲス・カブリリョは、1542年にカリフォルニア沿岸をはじめて探検したヨーロッパ人として知られるが、サンフランシスコ湾の存在に気づかずに通り過ぎている。サンフランシスコ湾は入り口が狭いため、探検者は何百年にもわたって湾を見逃してきた。
最初にサンフランシスコ湾を目にしたヨーロッパ人は、フランシス・ドレークの水先人だったデ・モレーナ (N. de Morena) であったと考えられている。彼は1579年にドレークによってサンフランシスコ湾の北にある現在のドレーク湾に置き去りにされ、メキシコまで歩いて帰ったので、その途中サンフランシスコ湾を目にしたに違いないが、何の記録も残していない。
1769年、モントレー湾を探すために陸路北上したガスパル・デ・ポルトラの一行は、モントレー湾に到達したものの、そこが目的地であることに気づかずさらに北上し、サンフランシスコ湾に到達した。これが最初のサンフランシスコ湾に関する記録だが、ポルトラの一行にはそこが河口か入り江かわからなかった。
ゴールデンゲート海峡より内側へ初めて入ったのはスペインのフアン・デ・アヤラだったらしい。アヤラは1775年8月5日にサン・カルロス号で湾内へ入って探検し、ホセ・デ・カニサレスがそれを基に最初の湾内の地図を作成した。このとき名づけられた地名の多くは現在も使われている。
カリフォルニア州がアメリカ合衆国に属した後、カリフォルニア・ゴールドラッシュの時代にサンフランシスコ湾は突然世界最大の港の一つとなった。
1940年代後半には湾の大規模な埋め立てを行う計画が立てられたが、1959年にアメリカ陸軍工兵司令部が計画の問題点を指摘した。1960年に大規模な反対運動が起きたが、そのときすでに湾の大きさは本来の3分の2にまで縮小していた。